# Marion, Quận Juneau, Wisconsin
Marion là một thị trấn thuộc quận Juneau, tiểu bang Wisconsin, Hoa Kỳ. Năm 2010, dân số của thị trấn này là 414 người.